# Lorbeerkirsche
Die Lorbeerkirsche (Prunus laurocerasus), auch Pontische Lorbeer-Kirsche oder im Volksmund Kirschlorbeer genannt, ist eine Pflanzenart aus der Familie der Rosengewächse (Rosaceae). In den gemäßigten Breiten Europas wird sie als Zierstrauch in Parks und Gärten verwendet, obwohl alle Teile der Pflanze giftig sind, sie leicht verwildert und als invasive Pflanzenart ökologische Probleme verursacht. Natürlicherweise kommt sie nur in Kleinasien vor. Ihren deutschen Trivialnamen Kirschlorbeer erhielt die Lorbeerkirsche aufgrund von Vermarktungserwägungen, obwohl die Pflanze mit der Kirsche und nicht mit dem Lorbeer verwandt ist. 2013 wurde sie in Deutschland Giftpflanze des Jahres.

## Beschreibung

### Vegetative Merkmale

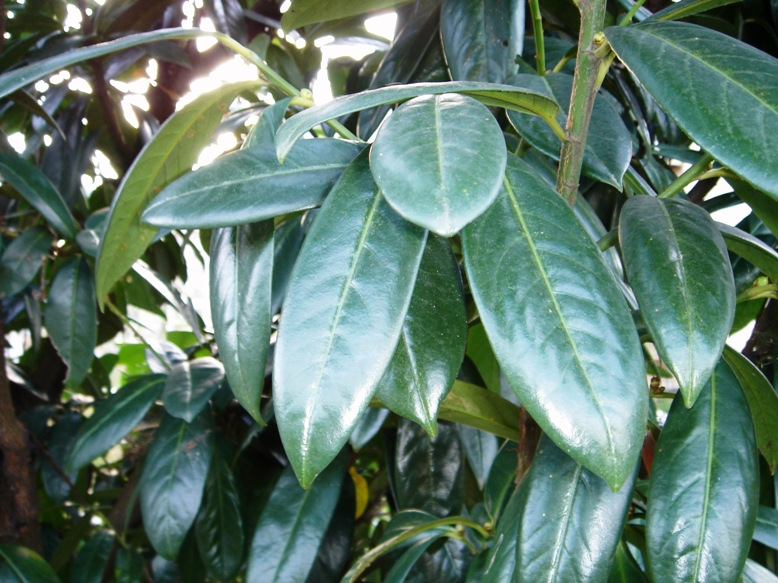
Laubblätter

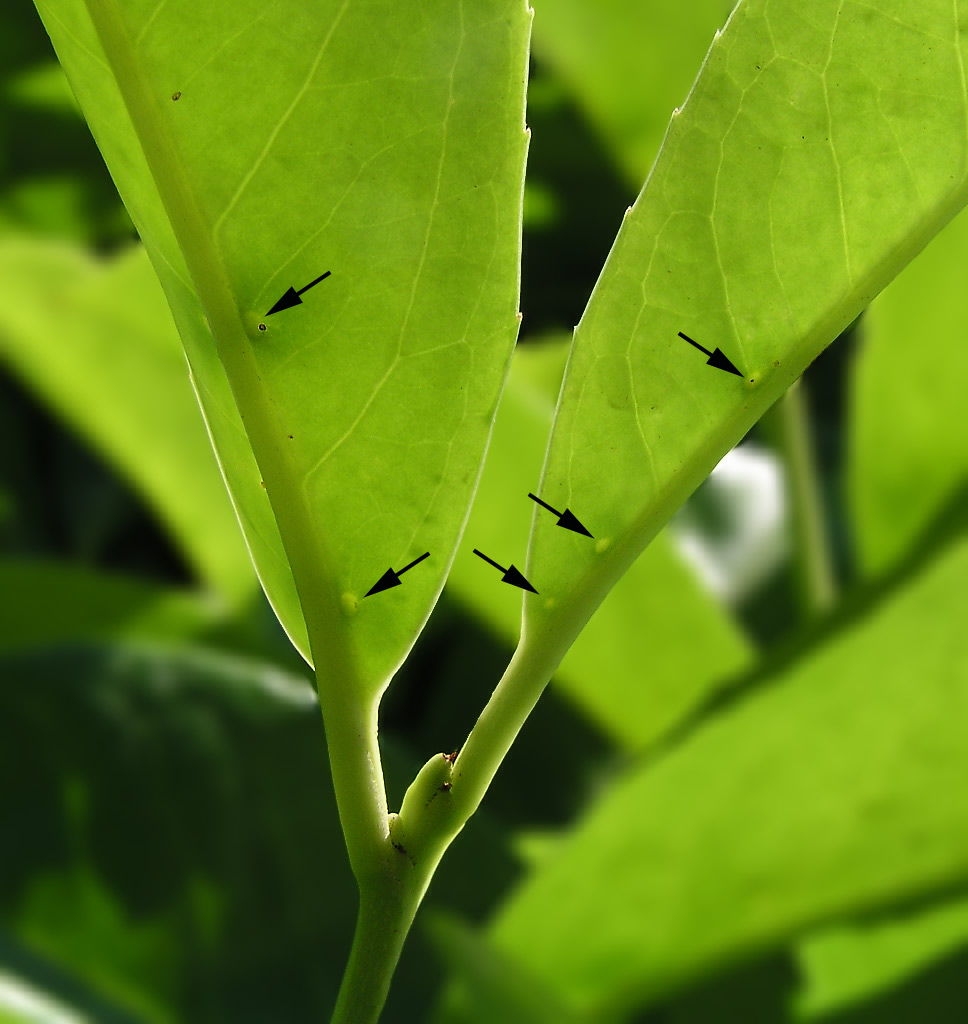
Nektarien an den Blättern, am Rand und unterseits

Die Lorbeerkirsche ist ein immergrüner Strauch oder Baum, der Wuchshöhen von bis zu 7 Metern erreicht. Mäßiger Frost schadet der Pflanze nicht.
Die bis zu 15 Zentimeter langen, verkehrt-eiförmigen, -eilanzettlichen oder elliptischen, kurz gestielten Laubblätter sind kahl, derbledrig, ganzrandig bis entfernt drüsig gesägt, spitz und dunkelgrün gefärbt. Während die Oberseite glatt und glänzend ist, tritt auf der Unterseite die Mittelrippe deutlich hervor. Ihre Ähnlichkeit in Form und Farbe zum Lorbeerblatt (Laurus nobilis) ist namengebend für die Art. Unterseits an der Spreite wie auch teils am Blattrand sitzen die für die Gattung Prunus typischen extrafloralen Nektarien, an denen Zuckersaft abgegeben wird. Diese Drüsen sind in den ersten Wochen nach dem Knospenaustrieb besonders aktiv und können Ameisen anlocken.

### Generative Merkmale
Die Blütezeit reicht von April bis Juni. Die Kronblätter sind weißlich gefärbt und erreichen Längen zwischen 3 und 7 mm; die Blüten stehen in einem endständigen, traubigen Blütenstand zusammen. Die gestielten, zwittrigen Blüten sind radiärsymmetrisch und fünfzählig mit doppelter Blütenhülle. Sie erscheinen vor den Blättern.
Die glänzenden Kirschen werden bis zu 12–16 mm groß, sind eiförmig bis rundlich, fleischig, kahl und enthalten einen einzelnen Kern. Unreife Kirschen sind grün und färben sich während der Reifung über rot zu schwarz.
Die Chromosomenzahl beträgt 2n = 144 oder 170–180.

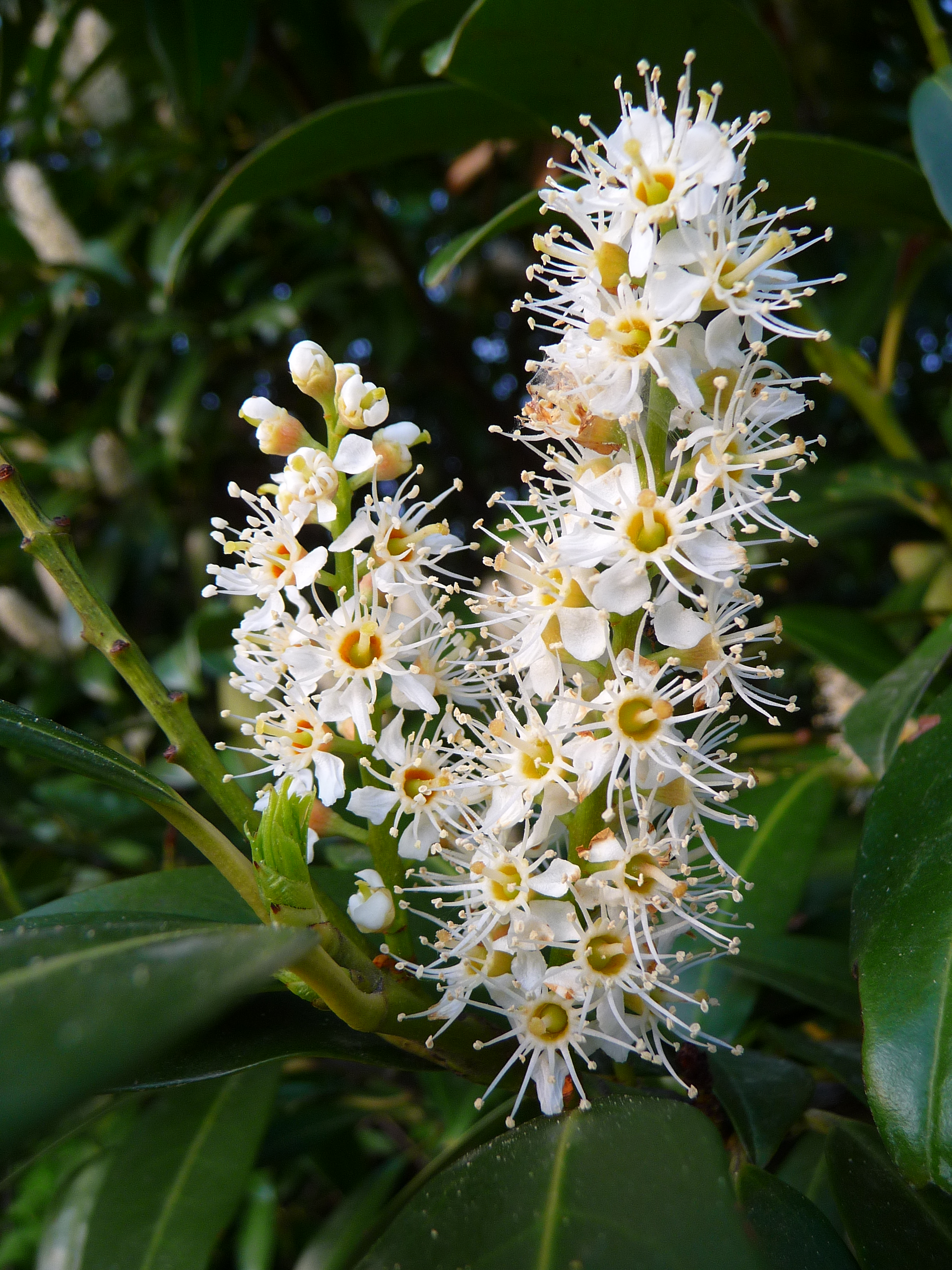
Blütenstand
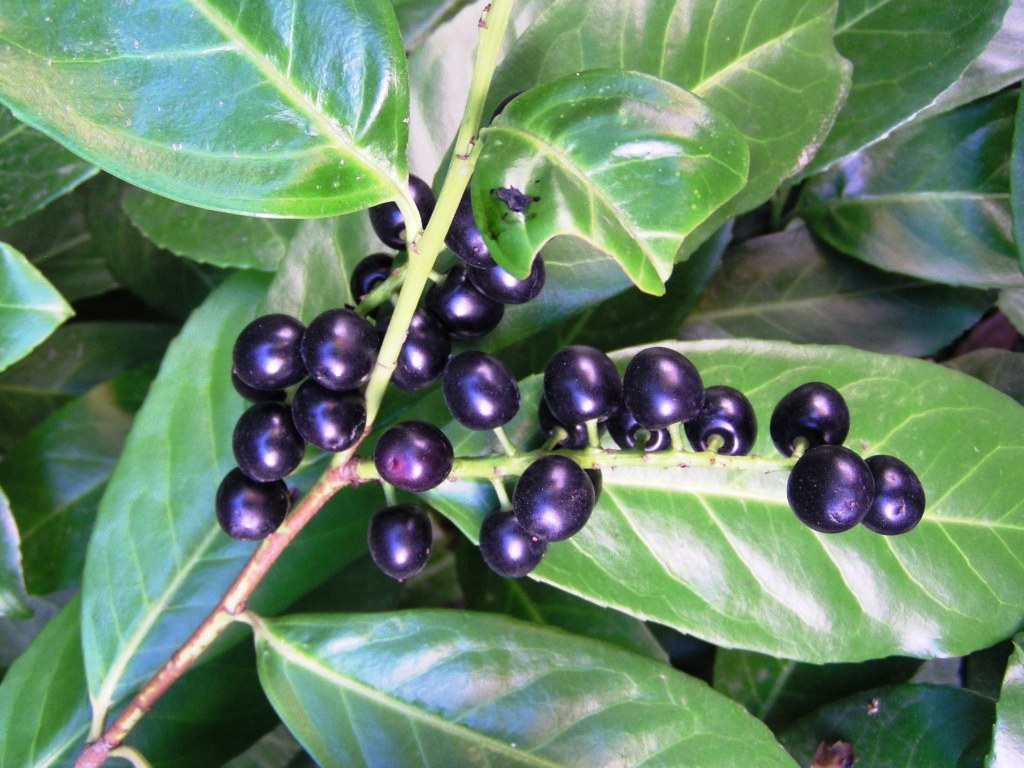
Reife Kirschen der Sorte 'Macrophylla'

## Ökologie

### Natürliches Vorkommen
Die Lorbeerkirsche kommt natürlicherweise in Südosteuropa vor. Es gibt Fundortangaben für Albanien, Aserbaidschan, Bulgarien, Georgien, Iran, Libyen, Rumänien, Serbien, Tadschikistan, die Türkei und das Kaukasusgebiet.

### Ökologischer Wert
Für heimische Insekten sind Lorbeerkirschen aufgrund ihrer Giftigkeit weitgehend wertlos. Lediglich einige Arten der Gattung Dickmaulrüssler vertragen die Blätter, ihre Larven leben unterirdisch und ernähren sich auch von den Wurzeln. Selbst die Blüten der Lorbeerkirsche bieten Hummeln, Wildbienen und Schmetterlingen lediglich ein mäßiges Nektarangebot. Amseln und Drosseln fressen im Herbst zwar die Kirschen, verbreiten dabei aber die Kirschkerne, die sie mit dem Kot ausscheiden, und tragen dadurch die invasive Pflanze in die heimischen Ökosysteme. Die Pflanzung von Lorbeerkirschen gilt daher als ökologisch fragwürdiges Vorgehen.
Die Blätter der Lorbeerkirsche kompostieren nur äußerst schlecht, da sie einen hohen Blausäureanteil besitzen.

### Invasive Art
Lorbeerkirschen gedeihen auch auf Mangelstandorten und sind weitgehend frosthart; die Pflanze kann sich in kurzer Zeit durch Selbstaussaat weit verbreiten; daneben werden die Samen durch Vögel oder durch irreguläre private Entsorgung von Pflanzenresten in der freien Natur verbreitet. Dies ist besonders problematisch, da sich der Neophyt im Unterholz europäischer Wälder ausbreitet und die einheimische natürliche Vegetation verdrängt.
So steht die Lorbeerkirsche auf der Schwarzen Liste invasiver Arten und sollte in Europa nicht angepflanzt werden. Aufgrund dessen ist es ab 1. September 2024 in der Schweiz verboten, Lorbeerkirschen zu verkaufen, zu verschenken oder sie in die Schweiz einzuführen. Besser als Gartenbepflanzung geeignet sind einheimische Sträucher wie Roter Hartriegel (Cornus sanguinea), Schlehe (Prunus spinosa), Holunder (Sambucus nigra und S. racemosa), Europäische Eberesche (Sorbus aucuparia), Weißdorne (Crataegus sp.), Gemeine Hasel (Corylus avellana), wilde Johannisbeeren (Ribes sp.), Gewöhnlicher Liguster (Ligustrum vulgare) oder Ginster (Genista sp.).

### Giftigkeit
Die Informationszentrale gegen Vergiftungen stuft alle Pflanzenteile der Lorbeerkirsche als giftig ein. Die reifen Kirschen schmecken süß, allerdings mit bitterem Nachgeschmack. Ihre Samen enthalten Prunasin, ein cyanogenes Glykosid. Im Magen entsteht aus zerkauten Samen die giftige Blausäure, unzerkaut geschluckte Samen sind dagegen ungefährlich, da das Gift wieder ausgeschieden wird. Nach dem Verzehr von Blättern oder einiger weniger zerkauter Samen kann es zu Übelkeit, Erbrechen, Herzrasen und Krämpfen kommen, mehr als zehn zerkaute Samen können zum Tod durch Herz- oder Atemstillstand führen.

### Krankheiten
Die Lorbeerkirsche kann von Echtem Mehltau, falschem Mehltau und der Schrotschusskrankheit befallen werden, die mit Fungiziden behandelt werden können. Die Schrotschusskrankheit ist dabei relativ häufig.

## Nutzung

### Holz
Bei Sägearbeiten entweicht aus frischen Schnittflächen ein charakteristischer Geruch von Bittermandeln. Frisch geschlagenes Holz der Lorbeerkirsche ist cremeweiß gefärbt, wobei die Schnittfläche einen Pflanzensaft absondert, der die Säge verklebt. Das Holz dunkelt bei der Trocknung stark nach und endet bei einem orangebraunen Farbton, wobei es zum Reißen neigt und sich in der Regel verzieht. Gut abgelagertes Holz dieser Pflanze kann unbedenklich im Hausbrand als Brennholz verwendet werden, da die giftige Blausäure während der Trocknung weitgehend ausgast.

### Kirschen
In der Türkei wird das Fruchtfleisch der Kirschen für Marmelade oder Gelee verwertet, denn beim Kochen werden die giftigen Blausäureverbindungen zerstört.

### Konservierungsmittel bei der Tierpräparation
Den hohen Blausäureanteil der Blätter nutzt man bei der Tierpräparation zur Konservierung der Präparate.
Darüber hinaus dienen die Lorbeerkirschblätter seit Beginn des 21. Jahrhunderts dem Aufweichen oder Geschmeidigmachen organischer Materialien bei Restaurierungen. Beispielsweise kann man getrocknete Insekten wieder beweglich bekommen, wenn man sie einige Tage über den zerschnittenen Blättern in einem geschlossenen Gefäß aufbewahrt (Blätter täglich austauschen und Hautkontakt vermeiden). Auch lange gefaltete Stoffe, wie man sie aus Gräbern kennt, lassen sich mit dieser Methode wieder geschmeidig machen. Wiederentdeckt wurde die Methode in den 1990er Jahren von dem Tierpräparator Klaus Wechsler im Bremer Übersee-Museum.